# Paul Bor
Paul Bor (Parigi, 16 aprile 1877 – Parigi, 27 marzo 1921) è stato un ciclista su strada francese, professionista dal 1896 al 1900.
Vinse una sola corsa la Parigi-Rouen, e fu secondo nella Parigi-Roubaix nel 1899

## Palmarès
- 1896

Parigi-Rouen

## Piazzamenti

### Classiche monumento
- Parigi-Roubaix

1899: 2º